# Eudibamus
Eudibamus is een geslacht van uitgestorven tweebenige bolosauride ankyramorfe parareptielen, bekend uit de Vrijstaat Thüringen in Midden-Duitsland.

## Ontdekking
Eudibamus is alleen bekend van het holotype MNG 8852, een gearticuleerd en bijna volledig craniaal en postcraniaal skelet. Het werd verzameld uit het bovenste deel van de Tambach-formatie, daterend uit het Artinskien van de Laat-Cisuralien Series (of als alternatief Laat-Rotliegend), ongeveer 284-279,5 miljoen jaar geleden. Het werd gevonden in de onderste vormingseenheid van de Laat-Rotliegend-groep of serie van de Bromacker-steengroeve, het middelste deel van het Thüringerwoud, in de buurt van het dorp Tambach-Dietharz.

### Etymologie
Eudibamus werd benoemd door David S. Berman, Robert R. Reisz, Diane Scott, Amy C. Henrici, Stuart S. Sumida en Thomas Martens in 2000 en de typesoort is Eudibamus cursoris. De geslachtsnaam betekent 'waarlijk tweevoetig', van het Griekse eu-di-bāmos, gebaseerd op bainō 'te gaan'). De naam is echter het gevolg van een vergissing: men wilde het dier de 'oorspronkelijke tweevoeter' noemen maar dat had dan 'Eodibamus' moeten worden. De soortaanduiding is afgeleid van het Latijnse woord 'cursor', voor 'loper'.

## Beschrijving
Eudibamus had een zeer klein formaat en bereikte een lengte van slechts vijfentwintig tot zesentwintig centimeter.
Van Eudibamus is gesteld dat het de eerste tweevoetige gewervelde is.
De beschrijvers gaven enkele onderscheidende kenmerken aan. Het postfrontale is lang smal en boomrangvormig. Er zijn drie in plaats van twee premaxillaire tanden per zijde. De holte tussen de pterygoïden is smal in plaats van gesloten. De bovenste beenplaat van het bovenkaaksbeen is laag.

## Fylogenie
Eudibamus werd in 2000 in de Bolosauridae geplaatst. 